# Augustin Félix Fortin
Augustin Félix Fortin, fue un escultor y pintor francés , nacido en 1763 en París y fallecido en 1832 en la misma ciudad .

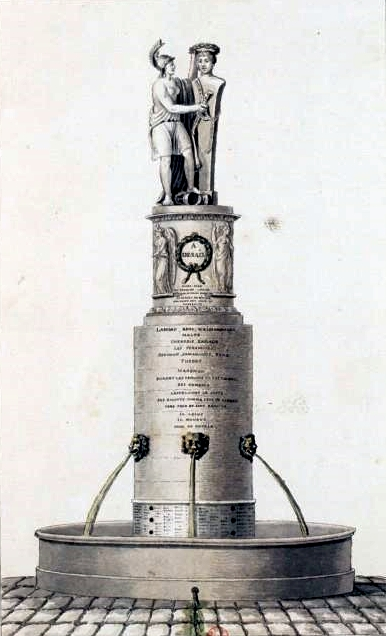
La fuente Desaix

## Datos biográficos

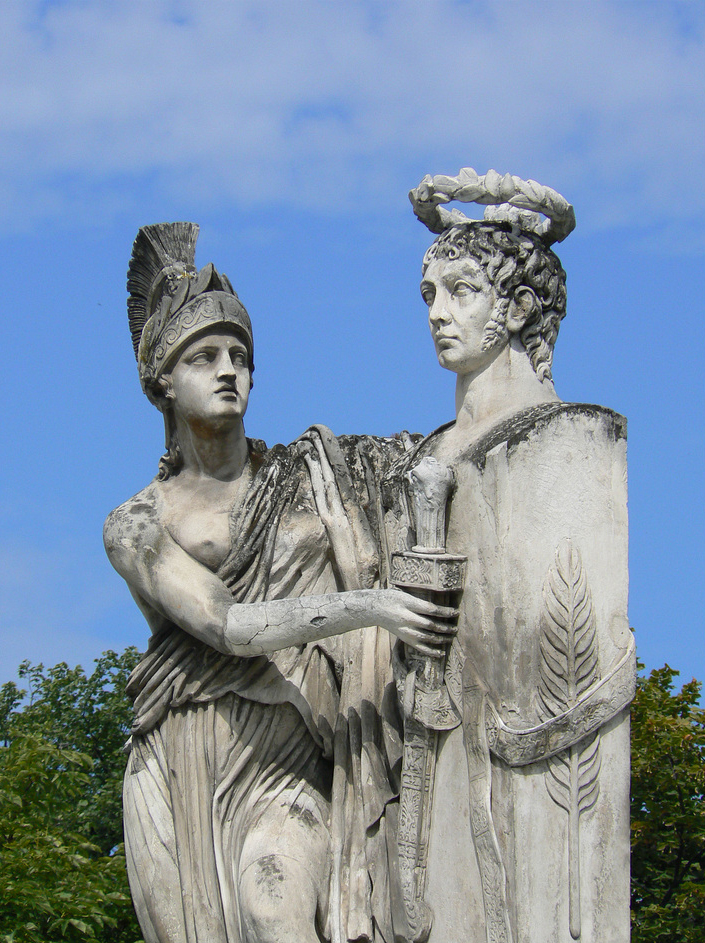
Estatuas cumbre de la antigua Fontaine Desaix en la Place Dauphine (París) y transportadas a Riom (Puy-de-Dôme) en 1906.

Segundo premio de Roma en 1782 por la obra titulada Parábola del Buen Samaritano (del francés: 'Parabole du Samaritain') y primer premio en 1783 por la obra titulada muerto resucitado al tocar los huesos del profeta Eliseo (del francés: 'Mort ressuscité par l'attouchement des os du prophète Elisée').
Fruto de su trabajo son numerosas fuentes públicas. Colaboró con el arquitecto neoclásico Charles Percier para la decoración de la fuente Desaix en 1802 así como para el Arco de Triunfo del Carrusel en 1806.

## Obras
Entre las mejores y más conocidas obras de Augustin Félix Fortin se incluyen las siguientes:
- Parábola del Buen Samaritano

en francés: Parabole du Samaritain , 1782
- Muerto resucitado al tocar los huesos del profeta Eliseo

en francés: Mort ressuscité par l'attouchement des os du prophète Elisée,1783
- la fuente Desaix , 1802 . Instalada en la Plaza Dauphine de París.

El dibujo a tinta sobre papel de la imagen inferior es obra de Jacques François Joseph Swebach-Desfontaines (1769-1823).

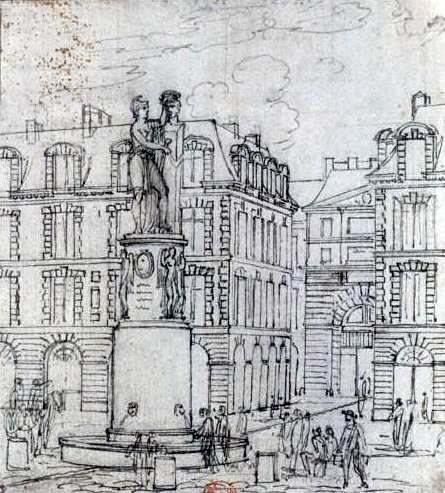

- decoración del Arco de Triunfo del Carrusel , 1806.
- Relieve de la caridad en el número 46-48 de la calle Sévigné (del francés: Rue Sévigné) del III Distrito de París.

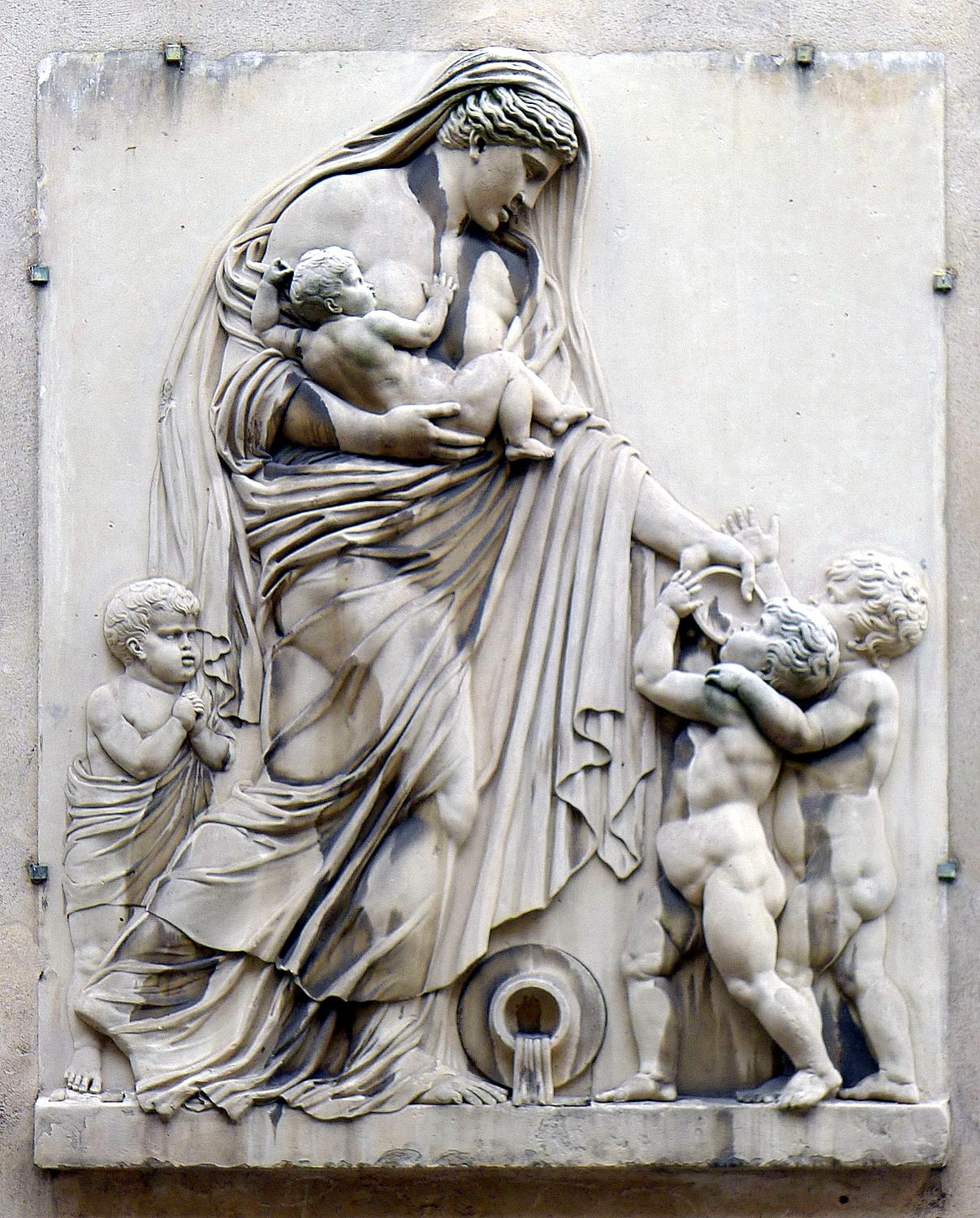